# Championnat des îles Féroé de football
Le championnat des îles Féroé de football est une compétition annuelle de football disputée entre clubs féroïens.
Cette compétition est actuellement connue sous le nom de Betrideildin et a été créée en 1942.

## Histoire
Le championnat a été créé en 1942 pendant l'occupation britannique de l'archipel.
Lors de ce premier championnat s'appelant alors Meistaradeildin (Division des Champions), c'est le KÍ qui deviendra le premier champion de l'histoire, deux ans plus tard en 1944 le championnat n'aura pas lieu — pour la seule fois de son histoire —, en raison d'un nombre insuffisant de ballons de football sur l'archipel.
En 1950, le championnat change de format et adopte un système de championnat par matchs aller-retour .
Lors de l'édition de 1976 le championnat change de nom et est renommé 1. Deild (1re Division), il gardera ce nom jusqu'en 2005 où avec l'arrivée du sponsor Formula il deviendra la Formuladeildin (Division Formula).
En février 2009, le sponsor Formula arrête le contrat en cours et Vodafone prend le relais pour 3 ans et le championnat est renommé, d'après son nom, Vodafonedeildin. Le championnat est nommé Effodeildin de 2012 à 2017, d'après le nom du sponsor principal Effo.
Depuis 2018, pour des raisons de sponsoring, le championnat s'appelle la Betrideildin à la suite du parrainage de la Betri Banki.
Le HB Tórshavn et le KÍ Klaksvík sont les deux plus grands clubs et rivaux de l'archipel, ayant été respectivement 24 et 21 fois Føroyameisteri (Champion des îles Féroé).
Les clubs féroïens peuvent participer aux coupes d'Europe de l'UEFA depuis 1993, et le B36 Tórshavn, le KÍ Klaksvík, ainsi que GÍ Gøta rentrèrent dans l'histoire puisqu'ils furent les premiers clubs féroïens à participer à une coupe d'Europe. Le HB Tórshavn, le B36 Tórshavn ainsi que le KÍ Klaksvík sont les seuls clubs à avoir passé un tour préliminaire en coupe d'Europe.

## Format de la compétition

### Première phase
Les 10 clubs sont confrontés à trois reprises aux neuf autres, soit un total de 27 matchs.  

### Deuxième phase
En fonction d'un calendrier établi en début de saison, les équipes s'affrontent une troisième fois soit chez l'une soit chez l'autre tout en gardant les points acquis lors de la première phase.
L'équipe terminant en tête à l'issue de cette deuxième phase est sacrée championne.
Les deux derniers au terme de cette phase descendent en 1. Deild.

### Qualifications européennes
Le champion est qualifié pour les tours préliminaires de la Ligue des champions.
Les 2e et 3e sont qualifiés pour les tours de qualification de la Ligue Europa Conférence avec le vainqueur de la Løgmanssteypið (Coupe Nationale).

## Palmarès
| Saison | Champion            |
| 1942   | KÍ Klaksvík (1)     |
| 1943   | TB Tvøroyri (1)     |
| 1945   | KÍ Klaksvík (2)     |
| 1946   | B36 Tórshavn (1)    |
| 1947   | SÍ Sørvagur (1)     |
| 1948   | B36 Tórshavn (2)    |
| 1949   | TB Tvøroyri (2)     |
| 1950   | B36 Tórshavn (3)    |
| 1951   | TB Tvøroyri (3)     |
| 1952   | KÍ Klaksvík (3)     |
| 1953   | KÍ Klaksvík (4)     |
| 1954   | KÍ Klaksvík (5)     |
| 1955   | HB Tórshavn (1)     |
| 1956   | KÍ Klaksvík (6)     |
| 1957   | KÍ Klaksvík (7)     |
| 1958   | KÍ Klaksvík (8)     |
| 1959   | B36 Tórshavn (4)    |
| 1960   | HB Tórshavn (2)     |
| 1961   | KÍ Klaksvík (9)     |
| 1962   | B36 Tórshavn (5)    |
| 1963   | HB Tórshavn (3)     |
| 1964   | HB Tórshavn (4)     |
| 1965   | HB Tórshavn (5)     |
| 1966   | KÍ Klaksvík (10)    |
| 1967   | KÍ Klaksvík (11)    |
| 1968   | KÍ Klaksvík (12)    |
| 1969   | KÍ Klaksvík (13)    |
| 1970   | KÍ Klaksvík (14)    |
| 1971   | HB Tórshavn (6)     |
| 1972   | KÍ Klaksvík (15)    |
| 1973   | HB Tórshavn (7)     |
| 1974   | HB Tórshavn (8)     |
| 1975   | HB Tórshavn (9)     |
| 1976   | TB Tvøroyri (4)     |
| 1977   | TB Tvøroyri (5)     |
| 1978   | HB Tórshavn (10)    |
| 1979   | ÍF Fuglafjørður (1) |
| 1980   | TB Tvøroyri (6)     |
| 1981   | HB Tórshavn (11)    |
| 1982   | HB Tórshavn (12)    |
| 1983   | GÍ Gøta (1)         |
| 1984   | B68 Toftir (1)      |
| 1985   | B68 Toftir (2)      |
| 1986   | GÍ Gøta (2)         |
| 1987   | TB Tvøroyri (7)     |
| 1988   | HB Tórshavn (13)    |
| 1989   | B71 Sandoy (1)      |
| 1990   | HB Tórshavn (14)    |
| 1991   | KÍ Klaksvík (16)    |
| 1992   | B68 Toftir (3)      |
| 1993   | GÍ Gøta (3)         |
| 1994   | GÍ Gøta (4)         |
| 1995   | GÍ Gøta (5)         |
| 1996   | GÍ Gøta (6)         |
| 1997   | B36 Tórshavn (6)    |
| 1998   | HB Tórshavn (15)    |
| 1999   | KÍ Klaksvík (17)    |
| 2000   | VB Vágur (1)        |
| 2001   | B36 Tórshavn (7)    |
| 2002   | HB Tórshavn (16)    |
| 2003   | HB Tórshavn (17)    |
| 2004   | HB Tórshavn (18)    |
| 2005   | B36 Tórshavn (8)    |
| 2006   | HB Tórshavn (19)    |
| 2007   | NSÍ Runavík (1)     |
| 2008   | EB/Streymur (1)     |
| 2009   | HB Tórshavn (20)    |
| 2010   | HB Tórshavn (21)    |
| 2011   | B36 Tórshavn (9)    |
| 2012   | EB/Streymur (2)     |
| 2013   | HB Tórshavn (22)    |
| 2014   | B36 Tórshavn (10)   |
| 2015   | B36 Tórshavn (11)   |
| 2016   | Víkingur Gøta (1)   |
| 2017   | Víkingur Gøta (2)   |
| 2018   | HB Tórshavn (23)    |
| 2019   | KÍ Klaksvík (18)    |
| 2020   | HB Tórshavn (24)    |
| 2021   | KÍ Klaksvík (19)    |
| 2022   | KÍ Klaksvík (20)    |
| 2023   | KÍ Klaksvík (21)    |
| 2024   | Víkingur Gøta (3)   |

## Bilan
| Club            | Titres | Années |
| HB Tórshavn     | 24     | 1955, 1960, 1963, 1964, 1965, 1971, 1973, 1974, 1975, 1978, 1981, 1982, 1988, 1990, 1998, 2002, 2003, 2004, 2006, 2009, 2010, 2013, 2018, 2020 |
| KÍ Klaksvík     | 21     | 1942, 1945, 1952, 1953, 1954, 1956, 1957, 1958, 1961, 1966, 1967, 1968, 1969, 1970, 1972, 1991, 1999, 2019, 2021, 2022, 2023                   |
| B36 Tórshavn    | 11     | 1946, 1948, 1950, 1959, 1962, 1997, 2001, 2005, 2011, 2014, 2015                                                                               |
| TB Tvøroyri     | 7      | 1943, 1949, 1951, 1976, 1977, 1980, 1987 |
| GÍ Gøta         | 6      | 1983, 1986, 1993, 1994, 1995, 1996 |
| B68 Toftir      | 3      | 1984, 1985, 1992 |
| Víkingur Gøta   | 3      | 2016, 2017, 2024 |
| EB/Streymur     | 2      | 2008, 2012 |
| NSÍ Runavík     | 1      | 2007 |
| B71 Sandoy      | 1      | 1989 |
| SÍ Sørvagur     | 1      | 1947 |
| ÍF Fuglafjørður | 1      | 1979 |
| VB Vágur        | 1      | 2000 |

## Statistiques
- Plus grand nombre de titres pour un club : 24 HB Tórshavn
- Plus grand nombre de titres consécutifs pour un club : 5 KÍ Klaksvík de 1966 à 1970
- Record de points pour un champion dans un championnat à 7 clubs : 20 HB Tórshavn en 1978 et TB Tvøroyri en 1976 et 1977
- Record de points pour un champion dans un championnat à 8 clubs : 25 TB Tvøroyri en 1980 et ÍF Fuglafjørður en 1979
- Record de points pour un champion dans un championnat à 10 clubs : 77 KÍ Klaksvík en 2022

## Compétitions européennes

### Classement du championnat
Le tableau ci-dessous récapitule le classement des îles Féroé au coefficient UEFA depuis 1993. Ce coefficient par nation est utilisé pour attribuer à chaque pays un nombre de places pour les compétitions européennes ainsi que les tours auxquels les clubs doivent entrer dans la compétition.
| 1993 | 1994 | 1995 | 1996 | 1997 | 1998 | 1999 | 2000 | 2001 | 2002 | 2003 | 2004 | 2005 | 2006 | 2007 | 2008 | 2009 | 2010 | 2011 | 2012 | 2013 | 2014 | 2015 | 2016 | 2017 | 2018 | 2019 | 2020 | 2021 | 2022 | 2023 | 2024 | 2025 |
| ---- | ---- | ---- | ---- | ---- | ---- | ---- | ---- | ---- | ---- | ---- | ---- | ---- | ---- | ---- | ---- | ---- | ---- | ---- | ---- | ---- | ---- | ---- | ---- | ---- | ---- | ---- | ---- | ---- | ---- | ---- | ---- | ---- |
| 36   | 40   | 42   | 42   | 46   | 45   | 44   | 44   | 48   | 46   | 48   | 49   | 49   | 50   | 48   | 48   | 48   | 48   | 50   | 51   | 51   | 51   | 49   | 49   | 51   | 51   | 50   | 53   | 47   | 44   | 43   | 38   | 40   |

Le tableau suivant affiche le coefficient actuel du championnat féroïen.
| Rang | Pays            | 2020-2021 | 2021-2022 | 2022-2023 | 2023-2024 | 2024-2025 | Coefficient |
| ---- | --------------- | --------- | --------- | --------- | --------- | --------- | ----------- |
| 38   | Finlande        | 1,375     | 3,750     | 2,625     | 1,750     | 2,250     | 11,750      |
| 39   | Kazakhstan      | 1,000     | 2,875     | 1,125     | 3,125     | 3,000     | 11,125      |
| 40   | Îles Féroé      | 2,750     | 1,500     | 2,250     | 2,750     | 1,500     | 10,750      |
| 41   | Malte           | 1,500     | 1,875     | 2,625     | 1,500     | 1,000     | 8,500       |
| 42   | Irlande du Nord | 2,833     | 1,625     | 1,250     | 1,125     | 1,500     | 8,333       |

### Coefficient UEFA des clubs
| Rang | Club          | 2020-2021 | 2021-2022 | 2022-2023 | 2023-2024 | 2024-2025 | Coefficient |
| ---- | ------------- | --------- | --------- | --------- | --------- | --------- | ----------- |
| 147  | KÍ Klaksvík   | 2,500     | 1,000     | 2,000     | 3,000     | 2,500     | 11,000      |
| 219  | B36 Tórshavn  | 2,000     | -         | 2,000     | 2,000     | 1,000     | 7,000       |
| 251  | HB Tórshavn   | 0,500     | 2,000     | 1,000     | 1,000     | 1,500     | 6,000       |
| 322  | Víkingur Gøta | -         | -         | 1,500     | 1,000     | 1,500     | 4,000       |